# 法济尔加
法济尔加（Fazilka），是印度旁遮普邦法济尔加县的一个城镇。总人口67424（2001年）。

## 人口
该地2001年总人口67424人，其中男性35321人，女性32103人；0—6岁人口8637人，其中男4759人，女3878人；识字率67.54%，其中男性为72.22%，女性为62.40%。